# Жан-Клод Самюель
Жан-Клод Самюель (фр. Jean-Claude Samuel, 11 листопада 1921, Гельма — 2 серпня 2015, Лангон) — французький футболіст, що грав на позиції півзахисника, зокрема за «Ліон» та національну збірну Франції. 

## Клубна кар'єра
У дорослому футболі дебютував 1941 року виступами за команду «МК Алжир», в якій провів два сезони. 
Згодом з 1945 по 1952 рік грав у складі команд «Расінг» (Париж) та «Монпельє». У складі першої з них 1945 року став володарем Кубка Франції
1952 року перейшов до  «Ліона», за який відіграв заключні два сезони своєї ігрової кар'єри.

## Виступи за збірну
1945 року дебютував в офіційних матчах у складі національної збірної Франції. Загалом того року провів у її формі три матчі.
Помер 2 серпня 2015 року на 94-му році життя у місті Лангон.
| Дата       | Місто    | Господарі | Результат | Гості   | Турнір           | Голи | Примітки |
| ---------- | -------- | --------- | --------- | ------- | ---------------- | ---- | -------- |
| 26-5-1945  | Лондон   | Англія    | 2 – 2     | Франція | товариський матч | -    |          |
| 6-12-1945  | Відень   | Австрія   | 4 – 1     | Франція | товариський матч | -    |          |
| 15-12-1945 | Брюссель | Бельгія   | 2 – 1     | Франція | товариський матч | -    |          |
| Усього     |          | Матчів    | 3         |         | Голів            | 0    |          |

## Титули і досягнення
- Володар Кубка Франції (1):

«Расінг» (Париж): 1944-1945